# Тројане
Тројане (словен. Trojane) је насељено место у општини Луковица, Средњесловенска регија, Словенија. Тројане со познате по Тројанским крофнама. 

## Историја
До територијалне реорганизације у Словенији било су у саставу старе општине Домжале.

## Становништво
У попису становништва из 2011. године, Тројане је имало 107 становника.
| Број становника према пописима | Број становника према пописима | Број становника према пописима |
| ------------------------------ | ------------------------------ | ------------------------------ |
| 1991                           | 2002                           | 2011                           |
| 113                            | 103                            | 107                            |

Напомена: Године 2009. извршена је мања размена територија између насеља Тројане и Учак.